# Étang de Bages-Sigean
L'étang de Bages-Sigean est un étang lagunaire situé au bord de la mer Méditerranée, dans la région de l' Occitanie et le département de l'Aude.

## Étymologie
Il doit son nom aux communes riveraines de Sigean et Bages. 

## Géomorphologie, Histoire
Dans l'Antiquité, l'étang de Bages formait un golfe ouvert sur la Méditerranée. 

Occupant aujourd'hui une superficie de 5 500 hectares, l'étang communique avec la mer par le grau de Port-la-Nouvelle. Plusieurs îles de l'étang appartiennent au Conservatoire du littoral.

## Environnement

En mai 1996, 28 pêcheurs de l'étang ont déposé une plainte  pour « trouble de jouissance anormale du voisinage, générateur d'un préjudice financier pour les marins pêcheurs ». Les juges ont condamné plusieurs entreprises au prorata de leur responsabilité établie par l'expert : la Comurhex, qui a participé à 50 % de l'eutrophisation de l'étang par apports d'azote chroniques ou accidentels de 1990 à 1998, devra payer 239 371 € de dommages-intérêts.
Le 10 décembre 2004, 60 litres de matière active (fuite dans une cuve de 34 m3) de chlorpyriphos-éthyl (puissant insecticide) ont été perdus dans l'étang par la Sté Occitane de Fabrications et de Technologie (SOFT), industriel de l'agrochimie basé à Port-La-Nouvelle.
Les 23 et 24 août 2009, des déversements de fluor et d'uranium provenant de l'usine Comurhex de Malvési sont constatés dans l'étang. L'accident n'a été rendu public qu'un jour et demi après. Des agents de l'Onema ont plusieurs fois mis en garde la Comurhex mais la direction n'en a jamais tenu compte.
En décembre 2011, la Comurhex est à nouveau condamnée à 60 000 euros d'amende pour avoir déversé des substances nuisibles dans l'environnement entre le 21 août et le 25 août 2009.